# Oyes
Oyes település Franciaországban, Marne megyében. Lakosainak száma 106 fő (2022. január 1.). Oyes Villevenard, Mondement-Montgivroux, Reuves, Soizy-aux-Bois és Talus-Saint-Prix községekkel határos.

## Népesség
A település népességének változása:
| Lakosok száma | 106  | 99   | 94   | 84   | 73   | 71   | 86   | 99   | 103  | 106  |
|               | 1968 | 1982 | 1990 | 2006 | 2013 | 2015 | 2017 | 2019 | 2020 | 2022 |